# Tratatul de la San Francisco
Tratatul de la San Francisco, între Japonia și o parte a Puterilor Aliate, a fost semnat oficial de 48 de țări la 8 septembrie 1951, la War Memorial Opera House din San Francisco, California și a intrat în vigoare la 28 aprilie 1952.
Scopul tratatului a fost de a pune capăt oficial celui de Al Doilea Război Mondial, de a pune capăt poziției Japoniei ca putere imperială și de a aloca despăgubiri civililor și foștilor prizonieri de război din țările aliate, care suferiseră din cauza crimelor de război comise de japonezi. Acest tratat a invocat Carta Organizației Națiunilor Unite și Declarația Universală a Drepturilor Omului.
Împreună cu Tratatul de Securitate semnat în același an, tratatul de la San Francisco a marcat începutul „Sistemului San Francisco”, termen introdus de istoricul John W. Dower, care însumează efectele relației Japoniei cu Statele Unite și rolul său în arena internațională așa cum a fost trasat de aceste tratate.

## Țările participante
Argentina, Australia, Belgia, Bolivia, Brazilia, Cambodgia, Canada, Chile, Columbia, Costa Rica, Cuba, Cehoslovacia, Republica Dominicană, Ecuador, Egipt, El Salvador, Etiopia, Franța, Grecia, Guatemala, Haiti, Honduras, Indonezia, Iran, Irak, Japonia, Laos, Liban, Liberia, Luxemburg, Mexic, Țările de Jos, Noua Zeelandă, Nicaragua, Norvegia, Pakistan, Panama, Paraguay, Peru, Filipine, Polonia, Arabia Saudită, Uniunea Sovietică, Sri Lanka, Africa de Sud, Siria, Turcia, Regatul Unit, Statele Unite, Uruguay, Venezuela și Vietnam au participat la conferință.
Burma, India și Iugoslavia au fost și ele invitate, dar nu au participat; India a considerat că anumite stipulări ale tratatului constituie limitări ale suveranității și independenței naționale japoneze. India a semnat un tratat de pace separat, pentru a-i da Japoniei o poziție mai onorabilă și egală în rândul comunității internaționale, la 9 iunie 1952. Nici Republica China din Taiwan nici Republica Populară Chineză din China continentală nu au fost invitate din cauza Războiului Civil Chinez și a controversei privind legitimitatea celor două guverne, și ca o consecință a dezacordului dintre SUA și Regatul Unit privind participarea Chinei, nici Coreea de Nord și nici cea de Sud nu au fost invitate. Italia nu a fost nici ea invitată, în pofida faptului că guvernul antifascist al lui Badoglio declarase oficial război Japoniei la 14 iulie 1945, cu doar câteva săptămâni înainte de sfârșitul războiului.
Portugalia nu a fost invitată, deși teritoriul Timorului de Est care îi aparținea fusese invadat de Japonia care a ignorat neutralitatea Portugaliei.

### Opoziția Uniunii Sovietice față de tratat
Uniunea Sovietică a luat parte la conferința de la San Francisco, iar delegația sovietică a fost condusă de viceministrul de externe Andrei Gromîko. Încă de la începutul conferinței, Uniunea Sovietică și-a exprimat opoziția față de textul propus al tratatului pregătit de Statele Unite și de Regatul Unit. Delegația sovietică a făcut mai multe tentative procedurale nereușite de a tergiversa conferința. Obiecțiile URSS au fost detaliate într-o lungă declarație dată de Gromîko la 8 septembrie 1951. Declarația conținea mai multe afirmații și revendicări ale Uniunii Sovietice: că tratatul nu dă nicio garanție împotriva revenirii militarismului japonez; că China comunistă nu a fost invitată să participe deși a fost una dintre principalele victime ale agresiunii japoneze; că Uniunea Sovietică nu a fost consultată suficient la pregătirea tratatului; că tratatul face din Japonia bază militară americană și că atrage Japonia într-o coaliție militară îndreptată împotriva Uniunii Sovietice; că tratatul era în fapt un tratat de pace separat; că propunerea de tratat încalcă drepturile Chinei asupra Taiwanului și asupra altor insule; că mai multe insule japoneze au fost cedate prin tratat Statelor Unite, deși SUA nu aveau niciun drept legitim asupra lor; că tratatul încalcă acordul de la Ialta, nerecunoscând suveranitatea Uniunii Sovietice asupra Sahalinului de Sud și asupra Insulelor Kurile. Abia la 19 octombrie 1956, Japonia și URSS au semnat o Declarație Comună prin care au pus capăt războiului și au restabilit relațiile diplomatice.

### Intervenția Ceylonului în apărarea Japoniei
Un jucător important în susținerea unei Japonii postbelice libere a fost delegația din Ceylon (astăzi, Sri Lanka). Deși mulți aveau rețineri în a permite existența unei Japonii libere capabile de acțiuni agresive și au insistat ca termenii capitulării să fie aplicați cu strictețe, ministrul de finanțe ceylonez J.R. Jayawardene a luat poziție în apărarea independenței Japoniei și a informat conferința că refuză să accepte plata despăgubirilor de război care ar leza economia japoneză. Motivația sa a fost că „noi în Ceylon am fost norocoși că nu am fost invadați, dar daunele cauzate de raidurile aeriene, prin staționarea de armate enorme de sub Comandamentul Asiei de Sud-Est, și prin recoltarea agresivă și distructivă a uneia dintre principalele noastre resurse, cauciucul, atunci când noi eram unicul producător de cauciuc natural pentru Aliați, ne dă dreptul să cerem ca aceste daune să fie reparate. Nu intenționăm însă să facem acest lucru deoarece noi credem în cuvintele Marelui Învățător al cărui mesaj a înnobilat viețile a nenumărate milioane de oameni în Asia, că «ura nu poate fi oprită de ură, ci doar de dragoste»”. El și-a încheiat discursul spunând: „acest tratat este în egală măsură mărinimos și drept cu un dușman învins. Întindem Japoniei mâna prieteniei și avem încredere că, odată cu închiderea acestui capitol din istoria omului, a cărui ultimă pagină o scriem astăzi, și cu începutul unuia nou, a cărui primă pagină o vom dicta mâine, poporul său și al nostru pot merge împreună să se bucure de demnitatea vieții omenești în pace și prosperitate”.
Discursul ministrului Jayewardene a fost primit cu ropote de aplauze. După aceea, ziarul New York Times a scris că „vocea Asiei, elocventă, melancolică și puternică, cu un pic de accent oxfordez a dominat conferința. Cel mai capabil orator asiatic al conferinței a fost ministrul de finanțe al Ceylonului J. R. Jayewardene”.

### Semnarea și ratificarea
Dintre cele 51 de țări participante, 48 au semnat tratatul; Cehoslovacia, Polonia și Uniunea Sovietică au refuzat.
Semnatarii tratatului au fost: Argentina, Australia, Belgia, Bolivia, Brazilia, Cambodgia, Canada, Ceylon, Chile, Columbia, Costa Rica, Cuba, Republica Dominicană, Ecuador, Egipt, El Salvador, Etiopia, Franța, Grecia, Guatemala, Haiti, Honduras, Indonezia, Iran, Irak, Laos, Liban, Liberia, Luxemburg, Mexic, Țările de Jos, Noua Zeelandă, Nicaragua, Norvegia, Pakistan, Panama, Peru, Filipine, Arabia Saudită, Siria, Turcia, Africa de Sud, Regatul Unit, Statele Unite ale Americii, Uruguay, Venezuela, Vietnam și Japonia.
Filipine a ratificat tratatul de la San Francisco la 16 iulie 1956, după semnarea unui acord de despăgubiri între cele două țări în luna mai a aceluiași an.
Indonezia nu a ratificat tratatul de la San Francisco. Ea a semnat, în schimb, cu Japonia un acord bilateral de despăgubiri și un tratat de pace la 20 ianuarie 1958.
Un tratat separat, tratatul de la Taipei, a fost semnat la Taipei la 28 aprilie 1952, între Japonia și Republica China, la câteva ore după ce a intrat în vigoare tratatul de la San Francisco.
Nici Coreea și nici statele ei succesoare, Coreea de Sud și Coreea de Nord nu au semnat niciun tratat cu Japonia.

## Situația teritoriilor japoneze de peste mări

Yoshida şi membrii delegaţiei japoneze semnează tratatul.

Primul ministru Shigeru Yoshida a ținut un discurs despre „reconciliere și amiciție” (în japoneză 和解と信頼, wakai to shinrai) la Conferința de Pace de la San Francisco ținută la Opera din San Francisco. Ulterior, el a semnat tratatul de pace în numele guvernului japonez.
Prin acest document, Japonia renunța la toate drepturile ce-i reveneau prin Protocolul Boxerilor din 1901 și la revendicările sale asupra Coreei, Formosei (Taiwan), Hong Kongului (pe atunci colonie britanică), Insulelor Kurile, Pescadorelor, Insulelor Spratly, asupra teritoriilor din Antarctica și asupra Sahalinului.
Articolul 3 din tratat a pus oficial Insulele Bonin și Insulele Ryukyu, între care se numără grupurile de insule Okinawa și Amami, Miyako și Yaeyama, sub tutelă americană. Insulele Amami au fost în cele din urmă retrocedate Japoniei la 25 decembrie 1953, iar Insulele Bonin la 5 aprilie 1968. În 1969, după negocierile SUA-Japonia, s-a decis ca transferul autorității asupra insulelor Ryūkyūs Japoniei să se efectueze în 1972. În 1972, pe lângă retrocedarea insulelor Ryūkyūs, SUA au cedat Japoniei arhipelagul Senkaku, niște insule nelocuite aflate în apropiere. Atât Republica Populară Chineză cât și Republica China, astăzi denumită „Taiwan”, afirmă că acest acord nu a decis suveranitatea finală asupra insulelor Senkaku.
Prin articolul 11, Japonia a acceptat deciziile Tribunalului Militar Internațional pentru Orientul Îndepărtat și ale altor tribunale pentru crime de război înființate de aliați în Japonia și în alte țări și s-a angajat să aplice sentințele impuse de ele cetățenilor japonezi încarcerați în Japonia. 
Documentul a pregătit repatrierea prizonierilor de război și a renunțat la agresiunea militară conform Chartei ONU. Documentul a anulat tratatele anterioare și a pus bazele statutului actual al armatei Japoniei de armată de natură pur defensivă.
Există ambiguități privind insulele la a căror suveranitate a renunțat Japonia. Aceasta a dus la conflictul privind Insulele Kurile și disputele teritoriale Diaoyutai/Senkaku.
Tratatul de la Taipei dintre Japonia și Republica China a confirmat termenii tratatului de la San Francisco dar a declarat toți locuitorii insulelor Taiwan și Pescadore cetățeni ai Republici China.
Unii susținători ai independenței Taiwanului afirmă că limbajul tratatului de pace de la San Francisco demonstrează noțiunea că Taiwanul nu este o parte a Chinei, deoarece nu specifică statutul Taiwanului după renunțarea la pretențiile Japoniei. În 1955, secretarul de stat american John Foster Dulles, coautor al tratatului de la San Francisco, a afirmat că Taiwanul nu a fost cedat nimănui anume, că Japonia „doar a renunțat la suveranitatea asupra Taiwanului”. Dulles a spus că America „nu poate, deci să admită că situația Taiwanului ar fi o problemă internă [a Chinei].” Această justificare legală este respinsă de guvernele RPC și RC, ambele bazându-și revendicările asupra Taiwanului pe Instrumentul de Capitulare al Japoniei, care acceptă declarațiile de la Potsdam și Cairo. În plus, în anii ce au urmat, susținătorii independenței Taiwanului s-au bazat mai des pe argumentele privind dreptul de autodeterminare sugerat de tratatul de la San Francisco și pe ideea suveranității populare.

## Despăgubirile datorate civililor și prizonierilor de război

### Transferul activelor Japoniei
Conforma clauzei 14 a tratatului, forțele Aliate au confiscat toate activele guvernului Japonez, precum și ale cetățenilor, organizațiilor și firmelor japoneze din toate țările colonizate sau ocupate cu excepția Chinei, al cărui statut a fost lămurit de clauza 21. China a confiscat toate activele japoneze din Manciuria și Mongolia Interioară, inclusiv infrastructura minieră și feroviară. În plus, clauza 4 a tratatului afirmă că „dispoziția față de proprietățile Japoniei și ale cetățenilor ei...și revendicările lor...împotriva autorităților care administrează actualmente asemenea regiuni și locuitorii lor...vor fi supuse unor aranjamente speciale între Japonia și aceste autorități.” Ca urmare, Coreea este considerată a avea drepturi derivate din clauza 21. 

| Coreea                   | 7.025.600.000    | 468.370.000     |
| Taiwan                   | 42.542.000.000   | 2.846.100.000   |
| China de Nord-Est        | 146.532.000.000  | 9.768.800.000   |
| China de Nord            | 55.437.000.000   | 3.695.800.000   |
| China Centrală și de Sud | 36.718.000.000   | 2.447.900.000   |
| Altele                   | 28.014.000.000   | 1.867.600.000   |
| Total                    | ¥379.499.000.000 | $25.300.000.000 |

### Despăgubirea prizonierilor de război aliați
Clauza 16 a tratatului de la San Francisco Treaty stipulează:
Ca expresie a dorinței sale de a-i despăgubi pe acei membri ai forțelor armate ale Puterilor Aliate care au suferit greutăți nemeritate când au fost prizonieri de război ai Japoniei, Japonia își va transfera activele sale și pe ale cetățenilor săi aflate în țările neutre în timpul războiului sau aflate în război cu oricare din Puterile Aliate sau, dacă dorește, echivalentul acestor active, Comitetului Internațional al Crucii Roșii care le va lichida și vor distribui fondul rezultat agențiilor naționale competente, în beneficiul foștilor prizonieri de război și familiilor lor pe baze pe care le va considera echitabile. Categoriile de active descrise în articolul 14(a)2(II)(ii) până la (v) al prezentului tratat vor fi exceptate de la transfer, ca și activele persoanelor de origine japoneză care nu locuiau în Japonia la intrarea în vigoare a tratatului.
Conform articolului, Japonia a plătit £4.500.000 Crucii Roșii.
Clauza 16 a servit ca opreliște împotriva proceselor deschise împotriva Japoniei de foști prizonieri de război ai Aliaților. În 1998, un tribunal din Tokio a închis un proces deschis de foști prizonieri de război; închiderea a fost efectuată pe baza tratatului de la San Francisco.

### Teritoriile aliate ocupate de Japonia

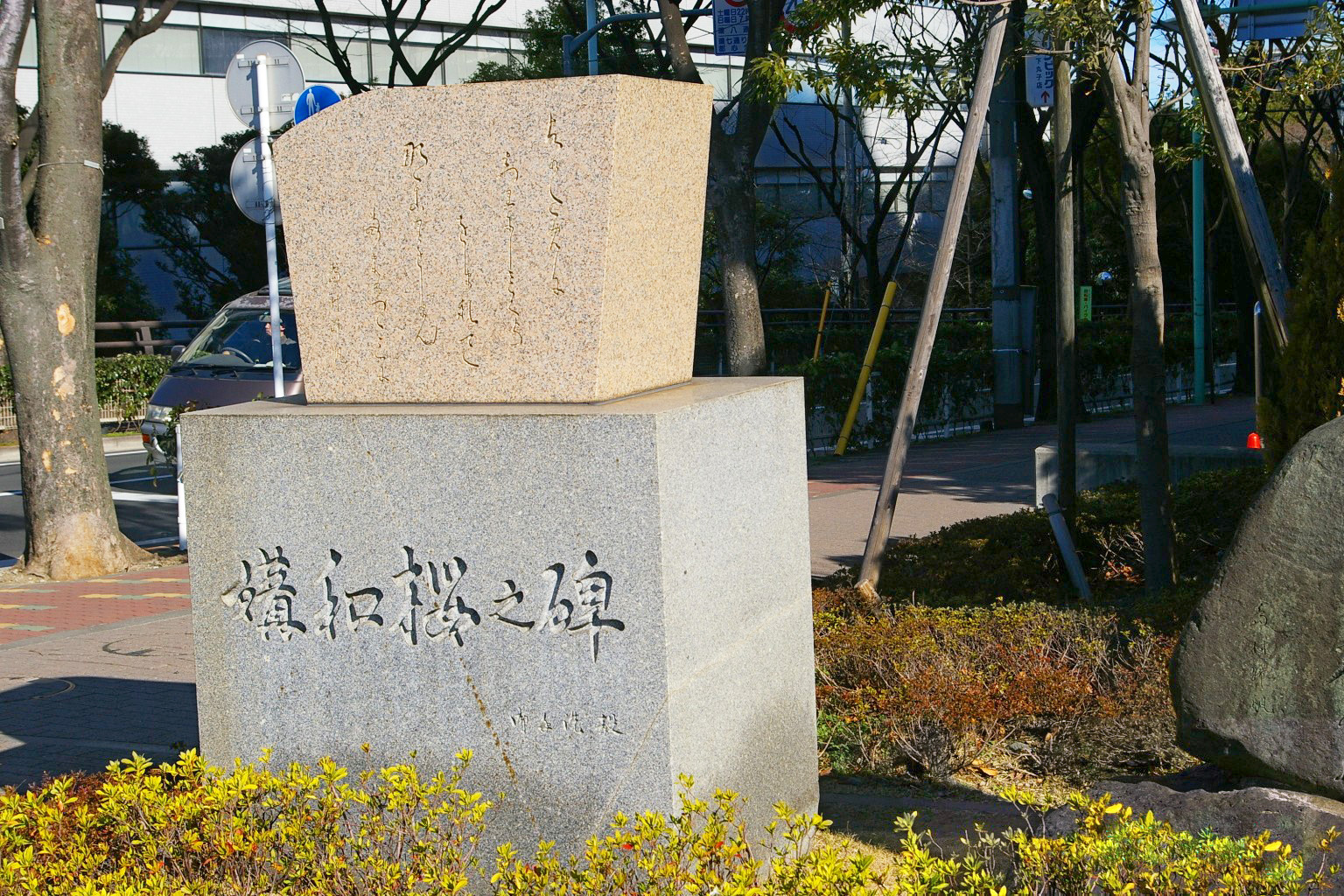
Monumentul tratatului de la San Francisco
Secţiunea Shimo-maruko Ohta din Tokio.

Clauza 14 a tratatului stipula că „Japonia va începe imediat negocieri cu Puterile Aliate care doresc și ale căror teritorii au fost ocupate de forțele japoneze și deteriorate de Japonia, în perspectiva asistării pentru despăgubirea acelor țări pentru costurile reparării daunelor, punând la dispoziție serviciile poporului japonez pentru producerea, recuperarea sau alte acțiuni în favoarea Puterilor Aliate în chestiune.”
Astfel, Filipinele și Vietnamul de Sud au primit despăgubiri în 1956 și respectiv 1959. Burma și Indonezia nu s-au numărat printre primele semnatare ale tratatului, dar au semnat ulterior tratate bilaterale conforme cu clauza 14 a tratatului de la San Francisco.

| Burma     | 72.000.000.000   | 200.000.000      | 5 noiembrie 1955 |
| Filipine  | 198.000.000.000  | 550.000.000      | 9 mai 1956       |
| Indonezia | 80.388.000.000   | 223.080.000      | 20 ianuarie 1958 |
| Vietnam   | 14.400.000.000   | 38.000.000       | 13 mai 1959      |
| Total     | ¥364.348.800.000 | US$1.012.080.000 | N/A              |

Ultima rată de despăgubiri a fost plătită Filipinelor la 22 iulie 1976.